# Komuna e Lukovës
Komuna e Lukovës är en kommun i Albanien.   Den ligger i prefekturen Qarku i Vlorës, i den södra delen av landet, 150 km söder om huvudstaden Tirana.
Trakten runt Komuna e Lukovës består i huvudsak av gräsmarker.  Runt Komuna e Lukovës är det ganska glesbefolkat, med 27 invånare per kvadratkilometer.